# La Gerbe (Monatszeitschrift)
La Gerbe (dt.: die Garbe) war eine französische monatliche Literaturzeitschrift.
La Gerbe wurde 1918 in Nantes von Albert Gavy-Bélédin gegründet. Die Zeitschrift veröffentlichte Texte zeitgenössischer französischer Autoren. 1921 erschien als letzte Ausgabe Nr. 32.